# The Mentalist
The Mentalist is een Amerikaanse politieserie uit 2008. In 2015 eindigde de reeks na zeven seizoenen.

## Verhaal
De "mentalist" waarnaar de titel verwijst is Patrick Jane, (gespeeld door Simon Baker), die als onafhankelijk consulent het California Bureau of Investigation (CBI) adviseert. Jane heeft een opmerkelijke gave om misdaden op te lossen door zijn messcherpe observatievaardigheden te gebruiken. Ondanks dat Patrick het volgen van de protocollen aan zijn laars lapt wordt hij gewaardeerd door zijn collega's. Patrick werkte voorheen bij de televisie als bekend medium, maar nu geeft hij toe dat hij die paranormale gaven heeft geveinsd.
Teresa Lisbon (Robin Tunney) is de begeleidster van Patrick Jane en zijn baas. Ze weet dat hij talent heeft en dat zijn methodes vaak effect hebben. Teresa is altijd vastberaden de misdrijven op te lossen, met of zonder Patrick. In het team van Lisbon werken ook de agenten Kimbal Cho (Tim Kang, ook in Third Watch), Wayne Rigsby (Owain Yeoman, ook in The Nine en Generation Kill) en Grace Van Pelt (Amanda Righetti, ook in The O.C.).
De serie introduceert ook het achtergrondverhaal van Patrick Jane. Zijn vrouw en dochter zijn namelijk 5 jaar voordat de serie begon vermoord door de seriemoordenaar genaamd Red John. Directe aanleiding voor deze moorden was een tv-uitzending waarin Patrick, toen nog als medium, Red John uitdaagde. Patrick voelt zich verantwoordelijk voor de gebeurtenis en wordt gekweld door schuldgevoel. Dit uit zich in hoofdpijnen en slapeloosheid. Red John duikt regelmatig op in diverse afleveringen en Patrick is er op gebrand hem te kunnen pakken, en dat is voor hem ook een van de redenen om voor het CBI te werken. Dat het verhaal van Red John als een rode draad door de gebeurtenissen heenloopt maakt het aannemelijk dat in de titel van bijna elke aflevering het woord “red” is verwerkt.
Op 27 maart 2013 maakte CBS bekend dat The Mentalist ook een zesde seizoen zal krijgen. Dit seizoen is gestart op 29 september 2013. In dit seizoen zal men de identiteit van Red John onthullen. Seizoen 6 is ook opgedeeld in 2 delen: het eerste deel (aflevering 1-8) gaat over hoe Patrick voorgoed afrekende met Red John. Vanaf aflevering 9 speelt het verhaal zich 2 jaar later af en begint Patrick nu te werken voor de FBI.
Inmiddels is in december 2014 ook seizoen 7 gestart. Seizoen 7 bestaat uit 13 afleveringen en is het definitieve einde van de serie. De laatste aflevering is 19 februari 2015 uitgezonden.

## Personages
| Simon Baker     | Patrick Jane   | Hoofdrol | Hoofdrol | Hoofdrol | Hoofdrol | Hoofdrol | Hoofdrol    | Hoofdrol |
| Robin Tunney    | Teresa Lisbon  | Hoofdrol | Hoofdrol | Hoofdrol | Hoofdrol | Hoofdrol | Hoofdrol    | Hoofdrol |
| Tim Kang        | Kimball Cho    | Hoofdrol | Hoofdrol | Hoofdrol | Hoofdrol | Hoofdrol | Hoofdrol    | Hoofdrol |
| Owain Yeoman    | Wayne Rigsby   | Hoofdrol | Hoofdrol | Hoofdrol | Hoofdrol | Hoofdrol | Hoofdrol    | Gastrol  |
| Amanda Righetti | Grace Van Pelt | Hoofdrol | Hoofdrol | Hoofdrol | Hoofdrol | Hoofdrol | Hoofdrol    | Gastrol  |
| Rockmond Dunbar | Dennis Abbott  |          |          |          |          |          | Hoofdrol    | Hoofdrol |
| Emily Swallow   | Kim Fischer    |          |          |          |          |          | Hoofdrol    |          |
| Joe Adler       | Jason Wylie    |          |          |          |          |          | Terugkerend | Hoofdrol |
| Josie Loren     | Michelle Vega  |          |          |          |          |          |             | Hoofdrol |

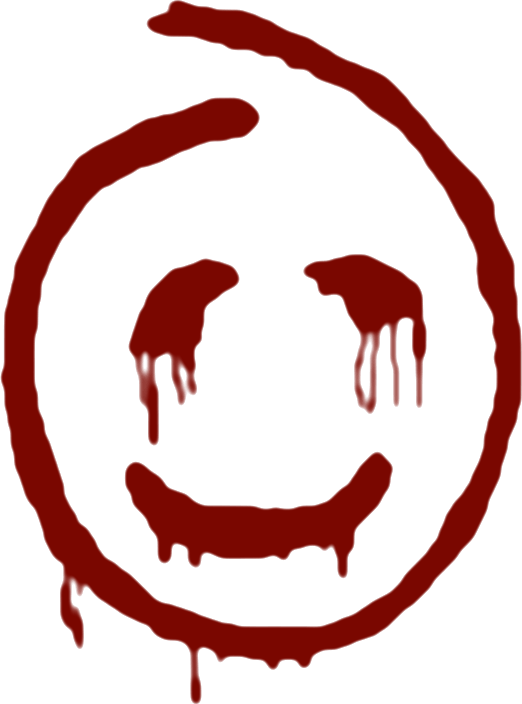
Het teken dat de seriemoordenaar Red John achterlaat op de plaats delict.

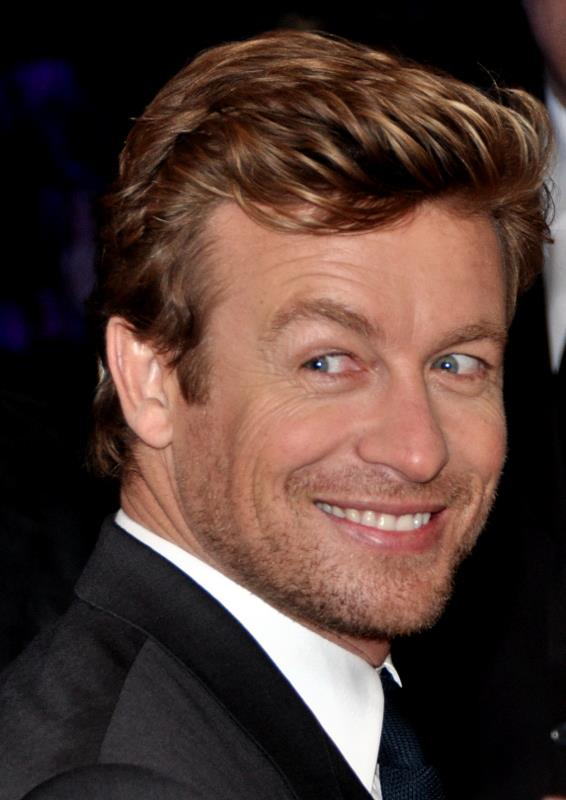
Acteur Simon Baker in 2013

Note: Amanda Righetti en Owain Yeoman verlieten de serie in aflevering 15 van seizoen 6.
- Patrick Jane (Simon Baker) is een zelfstandig consultant bij het ‘California Bureau of Investigation’ (CBI). Hij verdiende eerder de kost als professioneel (en frauduleus) tv-medium, totdat Red John zijn dochter en vrouw vermoordde als vergelding voor zijn spottende televisieoptreden. Hij staat bekend om zijn vlijmscherpe observaties en wil zijn vaardigheden gebruiken om moordzaken op te lossen, ook al heeft hij lak aan regels. Zijn bijdrage wordt door zijn collega’s zeer gewaardeerd. Ook chef Teresa Lisbon is erg blij met het werk Jane doet, maar ergert zich aan zijn zin voor theatraliteit, eigenrichting en zijn drang om steeds de grenzen van het toelaatbare op te zoeken. Ondanks dit heeft Jane hechte vriendschappen met zijn collega's. Hoewel over het algemeen speels en briljant, toont hij een veel donkerdere kant met betrekking tot Red John, de seriemoordenaar die zijn familie vermoordde. Wanneer hij Red John zal ontmoeten, is hij bereid alles op te offeren, en deinst hij er niet voor terug om hem te vangen en te vermoorden. In seizoen 3 - acht jaar na de dood van zijn vrouw en dochter - komt Patrick oog in oog te staan met een man die zich bekendmaakt als Red John. Tijdens zijn confrontatie schiet hij de man neer en wordt hij gearresteerd. Later blijkt dit niet de echte Red John te zijn en gaat Jane verder met zijn zoektocht naar Red John. In "Red John" (seizoen 6, aflevering 8) komt Patrick eindelijk te weten wie Red John is waarna hij zijn aartsvijand doodt en uiteindelijk met zijn leven door kan gaan. 2 jaar later, keert Patrick terug wanneer de FBI hem een nieuwe baan aanbiedt. Op het einde van seizoen 6 onthult hij eindelijk zijn ware gevoelens voor Lisbon. Aan het begin van seizoen 7 zijn Jane en Lisbon een koppel maar houden ze dit geheim voor hun teamleden. Op het einde van seizoen 7 trouwt Jane met Lisbon.

- Senior Special Agent Teresa Lisbon (Robin Tunney) is de leider van het team waarvan ook Jane onderdeel is. Hoewel Patrick haar vaak ergert met zijn ongewone gedrag, ziet ze hem als een waardevol lid van het team en gaat ze toch mee in een aantal van zijn meest ongewone theorieën. Haar moeder kwam om bij een auto-ongeluk, waarbij alcohol in het spel was. Ze heeft als enig teamlid een vertrouwensrelatie met Patrick Jane en kent de details van zijn verleden. Vaak kunnen ze goed samenwerken, maar zijn houding veroorzaakt vaak problemen voor haar met de lokale rechtshandhaving. Haar team was verantwoordelijk voor de zaak van Red John totdat hij werd ontmaskerd en vermoord in "Red John" (seizoen 6, aflevering 8). Nadien werd het CBI opgedoekt en werd Teresa een sheriff in een kleine stad. Ze begint later weer voor de FBI te werken met Jane. Aan het begin van seizoen 7 zijn Jane en Lisbon een koppel maar houden ze dit geheim voor hun teamleden. Op het einde van seizoen 7 trouwt Lisbon met Jane.

- Senior Special Agent Kimball Cho (Tim Kang) heeft een droge en onderkoelde humor. Meestal volgt hij de denkwijze van Jane, omdat hij respect heeft voor diens talenten. Hij is vaak degene die de trucs van Patrick doorziet (toen Patrick aan Van Pelt vertelde dat hij met zijn gave een rietje over de tafel kon verplaatsen zonder het aan te raken zei Cho gewoon: "Hij blies ertegen"). Hij is lid geweest van een straatbende, de Avon Park Playboys. Voordat hij bij de CBI kwam, diende hij nog voor de United States Army's Special Forces. 2 jaar na de opdoeking van het CBI werkt Cho nu voor de FBI.

- Special Agent Wayne Rigsby (Owain Yeoman) (seizoen 1-6, 7) is een absolute teamspeler. Hij is de macho van het CBI-team, die eerst handelt en daarna pas denkt, en heeft een oogje op Van Pelt. In eerste instantie gaf hij niet toe dat hij verliefd op haar was, want dit is tegen de regels, maar uiteindelijk gaf hij het toch toe en kwamen ze steeds dichter bij elkaar. Hun relatie werd uiteindelijk algemeen bekend en de chef Madeleine Hightower gaf hun een ultimatum: of hun carrière te beëindigen bij de CBI of hun relatie. Ze besloten om de romance te stoppen. In seizoen 6 trouwt Rigsby met Grace. Nadat Red John eindelijk wordt ontmaskerd in "Red John" (seizoen 6, aflevering 8) besloten Rigsby en Grace hun eigen veiligheidsbedrijf te beginnen. 2 jaar later hebben ze een dochter genaamd Maddy. Rigsby en Van Pelt verschijnen voor een laatste keer op het het huwelijk van Jane en Lisbon.

- Special Agent Grace Van Pelt (Amanda Righetti) (seizoen 1-6, 7) is het groentje in het CBI-team, maar even bekwaam en betrouwbaar als de anderen. Ze gelooft in hogere krachten en denkt dat Patrick Jane werkelijk paranormale gaven bezit. Jane zelf is een absolute atheïst en dat zorgt voor de nodige spanningen tussen de twee. Nadat ze met Rigsby de romance had beëindigd ging ze een relatie aan met Craig O'Laughlin, een Special Agent in Charge bij de FBI, die werd neergeschoten als een van de Red Johns handlangers in de finale van seizoen 3. In seizoen 6 trouwt Grace met Rigsby. Nadat Red John eindelijk wordt ontmaskerd in "Red John" (seizoen 6, aflevering 8) besloten Rigsby en Grace hun eigen veiligheidsbedrijf te beginnen. 2 jaar later hebben ze een dochter genaamd Maddy. Rigsby en Van Pelt verschijnen voor een laatste keer op het het huwelijk van Jane en Lisbon.

- Special Agent Kim Fischer (Emily Swallow) (seizoen 6) is een intelligente en aantrekkelijke FBI Special Agent uit Dallas die niet bang is om voor haarzelf op te komen. Ze verschijnt voor het eerst in "My Blue Heaven" (seizoen 6, aflevering 9) en probeert Patrick ervan te overtuigen om terug te keren. Aan het begin van seizoen 7 wordt vermeld dat Kim nu in Seattle voor de FBI werkt.

- Special Agent Dennis Abbott (Rockmond Dunbar) (seizoen 6-7) is een FBI Special Agent die gestuurd wordt om het team van Lisbon te versterken in hun zoektocht naar Red John. Hij is bijzonder kalm wanneer hij geconfronteerd wordt met een crisis maar hij is niet iemand die je boos wilt maken. Hij heeft nog gevochten in de oorlog van Irak. Hij verschijnt voor het eerst in "The Great Red Dragon" (seizoen 6, aflevering 7).

- Special Agent Jason Wylie (Joe Adler) (seizoen 6-7) is een FBI-computerexpert die lid wordt van Jane's team in seizoen 6.

- Special Agent Michelle Vega (Josie Loren) (seizoen 7) een nieuwe agente die lid wordt van het team in seizoen 7. Ze heeft een militaire achtergrond. Ze wordt doodgeschoten in aflevering 10 van seizoen 7.

## Trivia
- Er is wel gezegd dat The Mentalist een rip-off (nabootsing) van de serie Psych is. Psych gaat over de man Shawn Spencer die met zijn observatietalenten en oog voor detail misdrijven oplost, maar daarbij doet alsof hij paranormaal begaafd is en de zaken oplost met zijn gave. Psych begon in 2006, The Mentalist begon in 2008.